# 톰 빌라드
톰 빌라드(Tom Villard, 1953년 11월 19일 ~ 1994년 11월 14일)는 미국의 영화배우, 연극 배우, 텔레비전 배우이다.
와이파후에서 태어났으며 로스앤젤레스에서 사망하였다. 사인은 폐렴이다.

## 영화
- OP 센터 (1995년)
- 여자의 눈물 (1991년)
- 팝콘 (1991년)
- 마이 걸 (1991년)
- 수영복 (1989년)
- SOS 해상 구조대 (1989년)
- 다이안 (1987년)
- 승리의 전쟁 (1986년)
- 크레이지 걸 (1986년)
- 청춘 고백 (1983년)
- 패러사이트 (1982년)
- 그리스 2 (1982년)
- 5인의 고수 (1981년)